# Radu Simion
Radu Simion (n. 27 februarie 1940, Ștefan cel Mare, jud. Argeș – d. 16 februarie 2015, a fost un naist virtuoz și conducător de orchestră român.

## Biografie
S-a născut la 27 februarie 1940 în Ștefan cel Mare, jud. Argeș.

### Studii
Manifestând interes pentru muzică încă de mic, a studiat mai întâi acordeonul (autodidact). La 11 ani dă examen la Școala Medie de Muzică și reușește cu nota 10.
Începe să studieze țambalul cu Gheorghe Pantazi. Acesta a pleacă în China pentru un turneu de șase luni, iar Radu Simion risca să rămână repetent. A fost nevoit să se mute la clasa de nai, unde l-a avut profesor pe Fănică Luca, care l-a considerat între cei mai buni elevi ai săi.
A fost coleg de clasă cu mari naiști ca: Damian Luca, Gheorghe Zamfir și Constantin Dobre. După șase luni de studii cu Fănică Luca, pleacă la concursul național al școlilor de muzică, unde a câștigat premiul întâi. I s-a dedicat atunci un articol în revista „Flacăra”.

### Activitatea artistică
Este chemat apoi să imprime la Radio România șase piese pe care le-a învățat cu profesorul său, Fănică Luca. Dirijorul Victor Predescu nu i-a avizat înregistrările tocmai pentru că piesele făceau parte din repertoriul lui Fănică Luca. Acest incident l-a ambiționat atât de mult încât a plecat în căutarea pieselor, care mai târziu aveau să îi aducă aprecierea. Acesta merge la un lăutar din Argeș, nea Diță (pe numele real Militaru Andrei), care îi încredințează niște piese.
În timp acesta și-a făcut repertoriul în care se regăseau și piesele vechi precum Spune, spune, moș bătrân sau De la primărie-n sus. Apoi, după aproape doi ani de studiu, acesta ajunge iar să înregistreze cu dirijorul Victor Predescu. Atunci acesta îi mai dă o șansă și este uimit de interpretarea lui Radu Simion.
Făcând practică, la Restaurantul Ciocârlia îl descoperă marele dirijor Ionel Budișteanu care venise să mănânce acolo într-o zi. Când l-a auzit cântând i-a spus că ar avea nevoie de un naist in Ansamblul Perinița. Atunci, Radu Simion a fost angajat la ansamblu cu un salariu de 527 de lei pe lună. A fost coleg, în ansamblu, cu mari interpreți ca Rodica Bujor, Ana Pop Corondan, Ion Luican și mai târziu Ștefania Rareș. Colaboratori la ansamblu erau mai multe personalități, printre care și Maria Tănase. Aceasta îl roagă să-și dacă o formație cu care să o acompanieze pe ea și pe Fărâmiță Lambru la spectacole. Radu Simion își formează rapid o formație formată din Nicolae Bob Stănescu la țambal, Nicolae Turcitu la acordeon și Dumitru Jean la contrabas și începe o serie de concerte la Teatrul de revistă Constantin Tănase. Acolo erau și Gr. Vasiliu Birlic, și N. Stroe. De la ideea Mariei Tănase acesta a devenit șef de orchestră și a început să cânte la barul de noapte Athenee Palace.
Înregistrează în 1965 primul său disc, un vinil mic cu 4 piese. Pe acel disc se regăsesc piese populare și lăutărești ca Spune, spune, moș bătrân sau Treceam dealul la Muscel.
În afara concertelor din străinătate și din marile localuri din Capitală, Radu Simion era deseori chemat de comuniști la petreceri și recepții, realizând numeroase concerte cu Nicu Stănescu (bun prieten al lui Gheorghe Gheorghiu Dej).
„Povestea mea cu comuniștii a început încă de pe vremea lui Gheorghiu-Dej, care m-a chemat să îi cânt de pe vremea în care eram elev. Apoi, Ceaușescu mă chema  să îi cânt la vânătoare. Mergeam și stăteam după ei să vâneze o zi întreagă și seara începea festinul, iar noi trebuia să le cântăm în timp ce ei mâncau. De multe ori nici nu știam unde ne duce. Ne băga la dubă și plecam pe la restaurante pe lângă pădurile unde vâna Ceaușescu. Apoi m-a chemat să fiu la toate recepțiile.  După recepție mă chemau la masă cu ei să beau un șpriț. Cea mai frumoasă amintire a fost la sosirea în România a președintelui Americii. Eu îi cântam lui Richard Nixon, iar Ceaușescu îmi ținea microfonul. Era primul om al lumii. Primul președinte american care a călcat pământul românesc e Richard Nixon... și Ceaușescu îmi ține microfonul că îl deranjau ziariștii. Asta însemna respect!”
Radu Simion a avut ocazia să cânte în fața unor șefi de stat, între care: Iosip Broz Tito, Richard Nixon, Rheza Pahlavi ș.a. A concertat în 34 de țări de pe patru continente: Europa, America, Asia și Africa.